# Mirza Taki Khan
Amir-i Kabir Mirza Taki Khan (1807 - Kaixan, 10 de gener de 1852) conegut també pels títols d'atabeg i Amir-i Nizam fou primer ministre de Nàssir-ad-Din Xah Qajar de Pèrsia als quatre primers anys del seu regnat, quan va accedir al tron el setembre de 1848 a la mort de Muhammad Xah Qajar.
Per anar a ser coronat Mirza Taki li va aconseguir els fons que li mancaven; llavors el xa li va donar el títol damir-i nizam (cap de l'exèrcit a tot el país) i en arribar a Teheran per ser coronat, li va donar el damir-i nizam (shaks-i awwal-i Iran) i els complementaris d'amir-i kabir i atabeg (octubre de 1848). El seu nomenament va provocar un motí de l'exèrcit de l'Azerbaidjan que demanava la seva destitució però la revolta fou liquidada.
El 1846 el governador provincial de Khurasan Ḥamza Mirza Hishmat al-dawla es va haver d'enfrontar al rebel Hasan Khan Salar que tenia el suport d'alguns caps tribals i s'havia revoltat contra el govern ocupant Mashad, obligant al governador a fugir a Herat; ara Amir-i Kabir va enviar a la zona dos exèrcits i el segon va posar fi a la revolta i Hasan Khan Salar fou capturat i executat (1850) junt a un fill i un germà. També va reprimir (1848) les revoltes babi a Mazanderan, dirigida pel mullah Husayn Bosruyi i el mullah Muhammad Barforusi, a Zandjan, dirigida pel mullah Muhammad Zandjani, i a Nayriz, dirigida per Sayyed Yahya Darabi; tots els líders rebels foren executats. Va ordenar també executar al fundador del babisme, Sayyid Alí Muhàmmad que fou penjat a Tabriz el 8 de juliol de 1850.
Per fer front a la manca de liquiditat del tresor, va abaixar el sou dels funcionaris (un 50%) va reduir diverses despeses i suprimir alguns pagaments, coses que el van fer molt impopular. Va reformar l'exèrcit amb instructors italians i austríacs i es van crear per primer cop brigades separades de cristians reclutades entre els assiris de la regió del llac Urmia i els armenis de Djulfa (prop d'Esfahan); va construir fàbriques d'armes prop de Teheran. Va construir el nou bazar de Teheran (bazar-i amir) i el canal de Teheran a Karadj que ampliava el subministrament d'aigua. El 1851 amb ajut d'experts estrangers va iniciar la posada en valor de les mines del país. Al Khuzestan va introduir el cultiu de la canya de sucre, va fer una resclosa (de nom Naseri) al riu Karka i un pont a Shushtar, i va planejar desenvolupar Mohammara. Va fundar el diari Rūz-nāma-ye waqaye-e ettefaqiya, que va canviar algunes vegades de nom i va existir fins al temps de Mudhàffar-ad-Din Xah Qajar.
Va ser destituït com a primer ministre el 16 de novembre de 1851 i el 21 de novembre de les altres funcions (en la direcció de l'exèrcit el va substituir l'assiri Daud Khan); com a nou primer ministre fou nomenat Mirza Aga Khan Nuri. Després de 40 dies de confinament fou executat a Kashan el 10 de gener. La seva caiguda sembla deguda a la influència de la reina mare (oposada des del començament) i d'altres cortesans.